# Роман виховання
Роман виховання (нім. Bildungsroman) — жанровий різновид роману, присвячений проблемі формування особистості, містить, крім дидактичних настанов, елементи крутійського, пригодницького, соціально-психологічного, філософського, сатиричного, тощо наративу. Тема виховання людини, становлення особистості, вибору життєвого шляху присутня в літературі зі стародавніх часів. Біблія, Веди, Авеста, Коран, шумерський «Епос про Гільгамеша», давньоєгипитьські «Повчаня Птахотепа», «Кіропедія» Ксенофонта — всі вони так чи інакше порушують проблему виховання. 

## Етимологія
Термін «роман виховання» запровадив філолог Карл Моргенштерн, та популяризував у своїх працях відомий німецький літературознавець Вільгельм Дільтей. Першим романом виховання прийнято вважати «Роки навчання Вільгельма Мейстера» Йоганна Вольфганга Гете (1795—1796). 

## Різновиди
Михайло Бахтін визначає такі різновиди роману виховання, як циклічний (від дитинства до старості персонажа), біографічний чи автобіографічний, дидактико-педагогічний, що має практичне спрямування, складний. Дмитро Затонський визначив два типи роману виховання: роман кар’єри («Любий друг» Гі де Мопассана, «Місто» Валер'яна Підмогильного, «Червоне і чорне» Стендаля ) та позитивної еволюції героя («Девід Копперфілд», «Великі сподівання» Чарлза Діккенса, «Діти Чумацького шляху» Доки Гуменної).

## Приклади

### XVIII  століття
- «Памела, або Винагороджена чеснота[ru]» Семюела Річардсона (1740)
- «Історія Тома Джонса, знайди» Генрі Філдінга (1749)
- «Кандид, або Оптимізм» Вольтера (1759)
- «Життя і думки Трістрама Шенді, джентльмена» Лоренса Стерна (1759)
- «Еміль, або Про виховання» Жана-Жака Руссо (1763)
- «Роки навчання Вільгельма Мейстера» Йоганна Вольфганга Гете (1795-96)

### XIX століття
- «Червоне та чорне» Стендаля (1830)
- «Джейн Ейр» Шарлотти Бронте (1847)
- «Девід Копперфілд» Чарлза Діккенса (1850)
- «Зелений Генріх» Готфрида Келлера (1855)
- «Великі сподівання» Чарлза Діккенса (1861)
- «Виховання почуттів» Гюстава Флобера (1869)
- «Пригоди Гекльберрі Фінна» Марка Твена (1884)
- «Фараон» Болеслава Пруса (1895)

### XX століття
- «Сум'яття вихованця Терлеса» Роберта Музіля (1906)
- «Мартін Іден» Джека Лондона (1909)
- «Портрет митця замолоду» Джеймса Джойса (1916)
- «Деміан»  Германа Гессе (1919)
- «Місто» Валер'яна Підмогильного (1928)
- «Звіяні вітром» Маргарет Мітчелл (1936),
- «Ловець у житі» Джерома Селінджера (1951)
- «Убити пересмішника» Гарпер Лі (1960)
- «Дюна» Френка Герберта (1965)
- «Чарівник Земномор'я» Урсули Ле Гуїн (1968)
- «Світ Софії» Юстейна Ґордера (1991)
- «Гаррі Поттер» Джоан Ролінґ (1997-2007)